# Сегард, Энтони
Энтони Сегард (род. 19 июля 1994, Вильпент) — французский самбист и дзюдоист, бронзовый призёр Европейских студенческих игр 2019 года по дзюдо, призёр международных турниров по дзюдо, бронзовый призёр чемпионата мира по самбо среди студентов 2016 года, бронзовый призёр розыгрышей Кубка Европы по самбо 2017 и 2019 годов, бронзовый призёр чемпионата Европы по самбо 2021 года, бронзовый призёр розыгрышей Кубка мира по самбо 2017-2019 годов, бронзовый призёр чемпионата мира по самбо 2020 года, призёр международных турниров по самбо и дзюдо. По самбо выступал в полутяжёлой весовой категории (до 100 кг).